# Николаевская церковь в Морском госпитале (Кронштадт)
Це́рковь святи́теля Никола́я Чудотво́рца в Морско́м го́спитале — православный храм в городе Кронштадте. Приписан к Владимирскому собору.

## История
В 1905 году при анатомическом театре Морского Кронштадтского госпиталя состоялась закладка храма-часовни. Строительство храма осуществлялось на средства купца А. И. Юркина по инициативе главного врача В. И. Исаева. Автором проекта являлся архитектор Василий Косяков.
Церковь была освящена 18 (31) декабря 1905 года протопресвитером Александром Желобовским, в сослужении протоиерея Иоанном Кронштадтским, во имя святителя Николая Чудотворца.
Церковь была приписана к госпитальной церкви святого Александра Невского. В храме совершались отпевания чинов Морского ведомства и пациентов госпиталя.
В начале 1924 года церковь была закрыта, колокола были отправлены на переплавку.
Помещение предполагалось использовать под клуб юных пионеров. После Великой Отечественной войны в здании находился ритуальный зал для прощания с покойными.
В настоящее время храм восстановлен. Освящение состоялось 19 декабря 2010 года.

## Архитектура и убранство
Храм построен в неовизантийском стиле. Над зданием анатомического театра была устроена однопролётная звонница с семью колоколами.